# Chevillon (Yonne)
Chevillon is een plaats en voormalige Franse gemeente in het het arrondissement Auxerre van departement Yonne in regio Bourgogne-Franche-Comté en telt 312 inwoners (2005).

## Geschiedenis
Op 1 januari 2016 werden de gemeenten van de Communauté de communes de l'orée de Puisaye, waar Chevillon deel van uitmaakte, samengevoegd tot de huidige gemeente Charny Orée de Puisaye.

## Geografie
De oppervlakte van Chevillon bedraagt 12,9 km², de bevolkingsdichtheid is 24,2 inwoners per km².
De onderstaande kaart toont de ligging van Chevillon (Yonne) met de belangrijkste infrastructuur en aangrenzende gemeenten.

## Demografie
Onderstaande figuur toont het verloop van het inwonertal (bron: INSEE-tellingen).